# Tetraodon lineatus
El pez globo del Nilo o pez globo lineatus (Tetraodon lineatus) es una especie de peces de la familia Tetraodontidae en el orden de los Tetraodontiformes.

## Morfología
Los machos pueden llegar alcanzar los 43 cm de longitud total y 1.000 g de peso.

## Alimentación
Come moluscos.

## Hábitat
Es un pez de  agua dulce, de  clima tropical (24 °C-26 °C)   y demersal.

## Distribución geográfica
Se encuentran en África, en los ríos Nilo, Níger, Volta, Chad, Gambia, Geba y Senegal.

## Observaciones
Es inofensivo para los humanos.